# Drosicha townsendi
Drosicha townsendi är en insektsart som först beskrevs av Cockerell 1905.  Drosicha townsendi ingår i släktet Drosicha och familjen pärlsköldlöss.
Artens utbredningsområde är Filippinerna. Inga underarter finns listade i Catalogue of Life.